# Tatsumi Kimishima
Tatsumi Kimishima (君島 達己, Kimishima Tatsumi), né le 21 avril 1950 à Tokyo, est un banquier et chef d'entreprise japonais.
Après plusieurs années en tant que PDG de Nintendo of America puis DRH de Nintendo, Tatsumi Kimishima devient président directeur-général de cette dernière le 16 septembre 2015, à la suite du décès de Satoru Iwata. Il quitte ses fonctions le 26 avril 2018 pour laisser sa place à Shuntaro Furukawa.

## Biographie

### Formation
Il est diplômé de droit à l’université Hitotsubashi.

### Carrière
Tatsumi Kimishima travaille dans la finance, à la banque Tokyo-Mitsubishi de 1973 à 2000,.
En 2000, il rejoint The Pokémon Company, une coentreprise cofondée par Nintendo, comme directeur délégué avant d’entrer à la direction de Nintendo of America, en 2002. Il en est le président directeur général de 2006 à 2013,.
De 2014 et 2015, il occupe le poste de directeur des ressources humaines de Nintendo, avant de devenir PDG le 16 septembre 2015 après le décès de Satoru Iwata le 11 juillet 2015,,.
Le 26 avril 2018, à l'âge de 68 ans, il quitte ses fonctions pour prendre sa retraite. Il est remplacé par Shuntaro Furukawa.